# Капитал хуацяо в экономике Филиппин

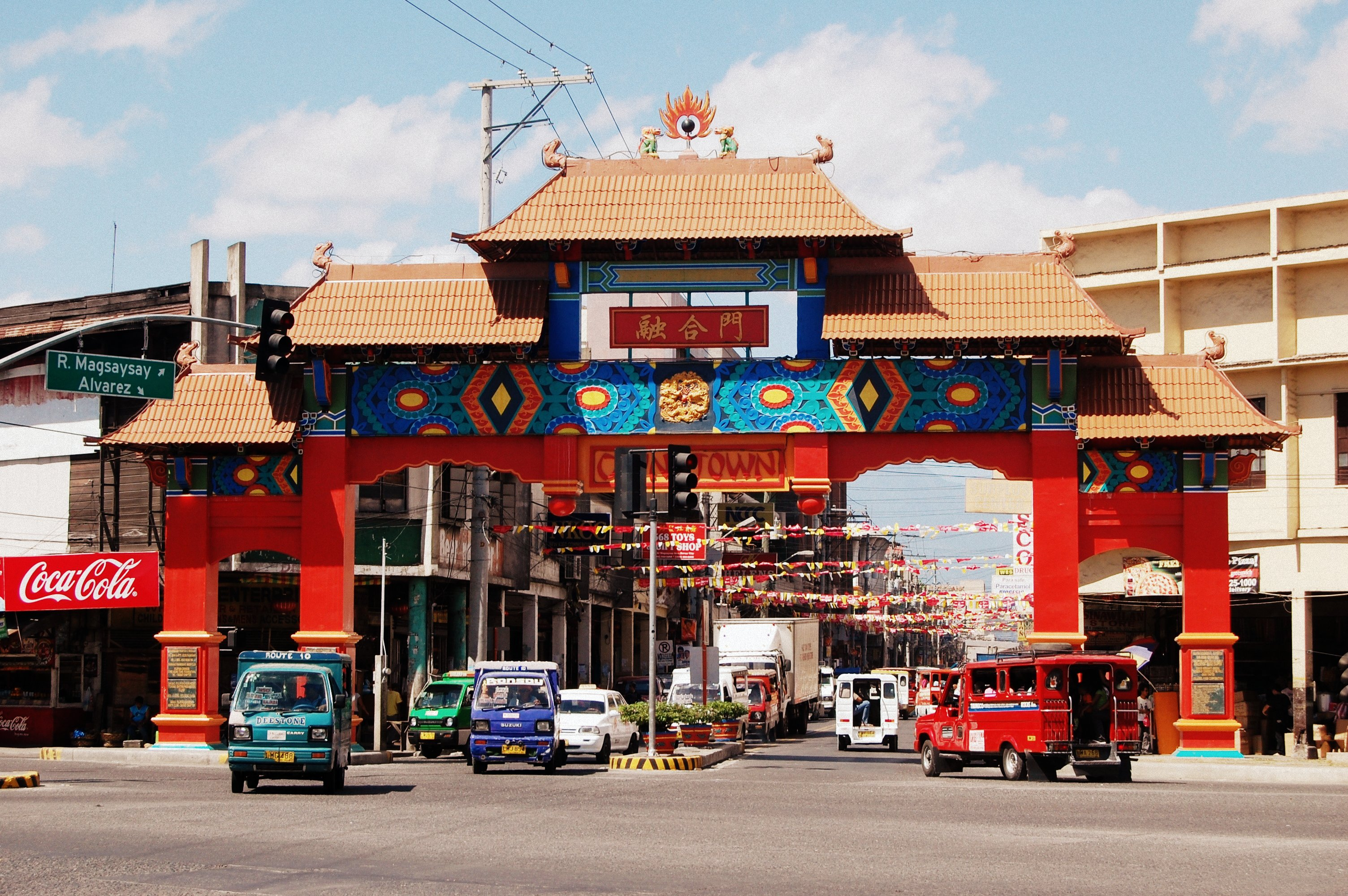
Чайнатаун Давао

Капитал хуацяо (выходцев из Китая) занимает ключевые позиции в экономике Филиппин. Он сосредоточен в банковском деле, страховании, розничной торговле, недвижимости, пищевой промышленности, энергетике, авиатранспорте, общественном питании, игорном бизнесе и других ключевых отраслях. Также присутствие хуацяо заметно в средствах массовой информации, гостиничном и текстильном бизнесе, судоходстве, логистике, строительстве, фармацевтической промышленности, разработке полезных ископаемых. По состоянию на 2015 год среди крупнейших миллиардеров Филиппин подавляющее большинство были этническими китайцами. 
Согласно различным источникам, китайцы контролируют свыше половины акционерного капитала страны (за исключением сельскохозяйственного сектора), около 40 % ВВП, 35 % общего объёма торговли, 35 % крупнейших банков и треть из 1000 крупнейших корпораций Филиппин. Под контролем хуацяо находятся 75 % рисоочистительных и мукомольных предприятий страны, а также почти все лесопилки, они доминируют в производстве пива и крепких алкогольных напитков, заметно их влияние в швейной, табачной, кожевенной и соляной отрасли, в судостроении и судоремонте, производстве кокосового масла, пластмассовых и стеклянных изделий.
Уже к началу 1960-х годов присутствие хуацяо в филиппинской промышленности стало значительным. Среди компаний, которые имели 10 и больше сотрудников, 35 % принадлежали этническим китайцам, среди компаний, которые нанимали более 100 рабочих, доля китайских превышала 37 %. Среди компаний филиппинских хуацяо значительны инвестиции из Гонконга, Макао, Сингапура, Тайваня и материкового Китая.   

## Крупнейшие деловые конгломераты
- Семья Генри Си (Henry Sy) контролирует многопрофильный холдинг SM Investments Corporation, крупнейшую торговую компанию страны SM Retail (сети торговых центров SM Supermalls, универмагов The SM Store, супермаркетов SM Supermarket, гипермаркетов SM Hypermarket, продовольственных магазинов Savemore и Walter Mart), крупные банки BDO Unibank и China Banking Corporation, оператора недвижимости SM Development, гостиничного оператора SM Hotels and Conventions (в том числе манильский отель Century Park), имеет доли в энергетических компаниях National Grid Corp и Meralco. По состоянию на 2016 год состояние Генри Си составляло 13,3 млрд долларов[8][9][10][11].
- Семья Джона Гоконвэя (John Gokongwei) контролирует многопрофильный холдинг JG Summit Holdings, торговую компанию Robinson Retail Holdings (сеть торговых центров Robinsons Malls, сети магазинов True Value, Top Shop, Toys "R" Us и Daiso), пищевую корпорацию Universal Robina (напитки, снэки, сахар, мука, корма для животных), авиакомпанию Cebu Pacific, медиа-группу Summit Media, операторов недвижимости Robinsons Land Corporation и United Industrial Corporation, Robinsons Bank, нефтехимические компании JG Summit Petrochemical и JG Summit Olefins, имеет долю в крупнейшей телекоммуникационной группе Philippine Long Distance Telephone Company и энергетической компании Meralco (Manila Electric Company). По состоянию на 2016 год состояние Джона Гоконвэя составляло 5,1 млрд долларов[12][13][14][15].

- Семья Лусио Тана (Lucio Tan) контролирует многопрофильный холдинг LT Group (финансовые услуги, недвижимость, напитки, алкоголь и табак), авиакомпанию Philippine Airlines, крупный Philippine National Bank, пищевые компании Asia Brewery (пиво и безалкогольные напитки) и Tanduay Distillers (ром), табачную компанию Fortune Tobacco Corporation, оператора недвижимости Eton Properties, имеет долю в горнорудной компании Victorias Milling. По состоянию на 2016 год состояние Люсио Тана составляло 4 млрд долларов[16][17].
- Семья Джорджа Ти (George Ty) контролирует второй по величине активов Metrobank (Metropolitan Bank and Trust Company) и многопрофильный холдинг GT Capital, а также Philippine Savings Bank, компании в сфере энергетики, страхования (Philippine AXA Life Insurance Corporation), инвестиций (First Metro Investment Corporation), недвижимости (Federal Land), дистрибуции автомобилей (Toyota Motor Philippines Corporation), туризма (First Metro Travel), пищевых продуктов (Wellington Flour Mills), автокомплектующих (Toyota Autoparts Philippines Corp), бизнес-услуг (Global Business Holdings) и медицинских услуг (Manila Medical Services). По состоянию на 2016 год состояние Джорджа Ти составляло 3,8 млрд долларов[18][19].
- Семья Дэвида Консунхи (David Consunji) контролирует многопрофильный холдинг DMCI Holdings (строительство, инфраструктура, недвижимость, коммунальное хозяйство, энергетика и горнодобыча), имеет долю в угольной компании Semirara Mining. По состоянию на 2016 год состояние Дэвида Консунджи составляло 3,2 млрд долларов[20][21].
- Семья Эндрю Тана (Andrew Tan) контролирует многопрофильный холдинг Alliance Global Group (недвижимость, алкоголь, продукты питания, игорный бизнес), сеть ресторанов McDonald’s на Филиппинах, компанию Emperador Distillers (бренди и ликёр), оператора недвижимости Megaworld Corporation (жилые и офисные комплексы, торговые центры), гостиничного оператора Travellers International Hotel Group. По состоянию на 2016 год состояние Эндрю Тана составляло 3,1 млрд долларов[22][23].
- Семья Тони Тана (Tony Tan Caktiong) контролирует крупнейшую в стране сеть ресторанов быстрого питания Jollibee, а также дочерние сети Chowking, Greenwich Pizza, Red Ribbon, Mang Inasal, Burger King (Филиппины), Yonghe King (Китай), Smashburger (США). По состоянию на 2016 год состояние Тони Тана составляло 3 млрд долларов[24][25].
- Семья Лусио Ко (Lucio Co) контролирует вторую после SM Retail торговую группу страны Puregold Price Club (сети гипермаркетов Puregold, супермаркетов Puregold Junior и дисконтных магазинов Puregold Extra, аптеки, магазины канцтоваров, дистрибуция вина и сигарет), а также компании, работающие в сфере денежных переводов, недвижимости и гостиниц. По состоянию на 2016 год состояние Люсио и Сюзаны Ко составляло 1,6 млрд долларов[26].
- Семья Роберта Койито (Robert Coyiuto) контролирует страховую компанию Prudential Guarantee & Assurance и автомобильного дилера PGA Cars (марки Porsche, Audi, Lamborghini и Bentley), имеет долю в энергетической компании National Grid Corp. По состоянию на 2016 год состояние Роберта Койито составляло 1,6 млрд долларов[27].

## Другие бизнес-группы
- Семья Басилио Япа (Basilio Yap) контролирует издательскую группу Manila Bulletin Publishing Corp (газета Manila Bulletin), престижный Manila Hotel,  имеет долю в Philtrust Bank. По состоянию на 2015 год состояние семьи Яп составляло 1,4 млрд долларов[28].
- Семья Альфредо Яо (Alfredo Yao) контролирует многопрофильный холдинг Zest-O Corporation (напитки, продукты питания и фармацевтика), средний по размеру активов Philippine Business Bank,  авиакомпанию AirAsia Zest и гостиничного оператора Summit Hotel and Resort. По состоянию на 2015 год состояние Альфредо Яо составляло 1,3 млрд долларов[29].
- Семья Дина Лао (Dean Lao) контролирует многопрофильный холдинг D&L Group (продукты питания, пластмассы, аэрозоли) и химическую компанию Chemrez Technologies (красители). По состоянию на 2015 год состояние Дина Лао составляло 1,1 млрд долларов[30].
- Семья Оскара Лопеса (Oscar Lopez)[комм. 1] контролирует многопрофильный холдинг Lopez Group, энергетические компании First Philippine Holdings Corporation и Energy Development Corporation, крупнейшую в стране медиа-группу ABS-CBN Corporation, оператора кабельного телевидения Sky Cable Corporation, кинокомпанию Star Cinema, оператора недвижимости Rockwell Land, имеет долю в энергетической компании Meralco. По состоянию на 2015 год состояние Оскара Лопеса составляло 1 млрд долларов[31].
- Семья Эндрю Готянуна (Andrew Gotianun) контролирует многопрофильный холдинг Filinvest Development Corporation (недвижимость, гостиничное дело, сахарная промышленность, биотопливо, финансовые услуги и энергетика), крупный EastWest Bank. По состоянию на 2015 год состояние Эндрю Готянуна составляло 0,9 млрд долларов[32][33].
- Семья Бетти Ан (Betty Ang) контролирует пищевую корпорацию Monde Nissin (лапша, супы, печенье и напитки). По состоянию на 2015 год состояние Бетти Ан составляло 0,9 млрд долларов[34].
- Семья Эдуардо Кохуанко (Eduardo Cojuangco) контролирует инвестиционные и транспортные фирмы, компанию Northern Cement, а также имеет интересы в группе San Miguel Corporation[35].
- Семья Рикардо По (Ricardo Po ) контролирует пищевую корпорацию Century Pacific Food (рыбные консервы, мясные продукты, сухое молоко), имеет доли в операторе недвижимости Arthaland Corporation и сети ресторанов Yoshinoya[36].
- Семья Карлоса Чана (Carlos Chan) контролирует пищевую корпорацию Oishi (крекеры, чипсы, печенье, хлопья, леденцы и напитки)[37].
- Семьи Беатрис Кампос (Beatrice Campos) и Мариано Тана (Mariano Tan) контролируют крупнейшую в стране фармацевтическую компанию United Laboratories (Unilab). Кроме того, семья Кампос имеет долю в пищевой корпорации Del Monte Pacific[38][39].
- Семья Рамона Ана (Ramon Ang) контролирует финансовую группу Top Frontier Investment Holdings, крупнейший многопрофильный конгломерат San Miguel Corporation (пиво, джин, продукты питания, упаковка, недвижимость, энергетика, инфраструктура, страхование, транспортные услуги), крупнейшую нефтяную компанию Petron Corporation, средний Bank of Commerce, телекоммуникационную компанию Vega Telecom, а также компании Cyber Bay Corporation и Eagle Cement Corporation[40][41].
- Семья Альфонсо Ючэнко (Alfonso Yuchengco) контролирует крупный Rizal Commercial Banking Corporation, страховую компанию Malayan Insurance и многопрофильную группу компаний (здравоохранение, строительство, информационные технологии)[42].
- Семья Бьенвенидо Тантоко (Bienvenido Tantoco) контролирует крупную сеть универмагов Rustan's, имеет долю в сети магазинов Family Mart[43].
- Семья Эдгара Сиа (Edgar Sia) контролирует сеть ресторанов Mang Inasal (входит в группу Jollibee Тони Тана)[44].
- Семья Фредерика Ди (Frederick Dy) контролирует крупный Security Bank и сеть медицинских учреждений St. Luke's Medical Center[45].
- Семья Хасинто Нг (Jacinto Ng) контролирует пищевую корпорацию Republic Biscuit Corporation (Rebisco), имеет долю в крупном Asia United Bank и инвестирует в жилую недвижимость[46].
- Семья Филипа Ана (Philip Ang) имеет долю в крупной металлургической компании Nickel Asia[47].
- Семья Херонимо Килайко (Jeronimo Kilayko) контролирует крупный United Coconut Planters Bank.
- Семья Честера Кокалиона (Chester Cokaliong) контролирует судоходную компанию Cokaliong Shipping Lines.
- Семья Бенджамина Готхона (Benjamin Gothong) контролирует судоходную компанию Gothong Lines.
- Семья Лусио Лима (Lucio Lim) контролирует судоходную компанию Lite Shipping Corporation.
- Семья Хулиана Си (Julian Sy) контролирует судоходную компанию Trans-Asia Shipping Lines.

## Комментарии
1. ↑  Китайско-испанского или метисного происхождения.